# The Pursuit Eternal
The Pursuit Eternal è un cortometraggio muto del 1915 diretto da Stuart Paton.

## Produzione
Il film fu prodotto dall'Independent Moving Pictures Co. of America (IMP).

## Distribuzione
Distribuito dall'Universal Film Manufacturing Company, il film - un cortometraggio in tre bobine - uscì nelle sale cinematografiche statunitensi il 29 maggio 1915.